# Furnas (Portugal)
Furnas est une localité de la commune de Povoação, sur l'île de São Miguel aux Açores. Sa superficie est de 33,88 km² pour 1 541 habitants (2001). Densité: 45,5 h/km².

## Géographie

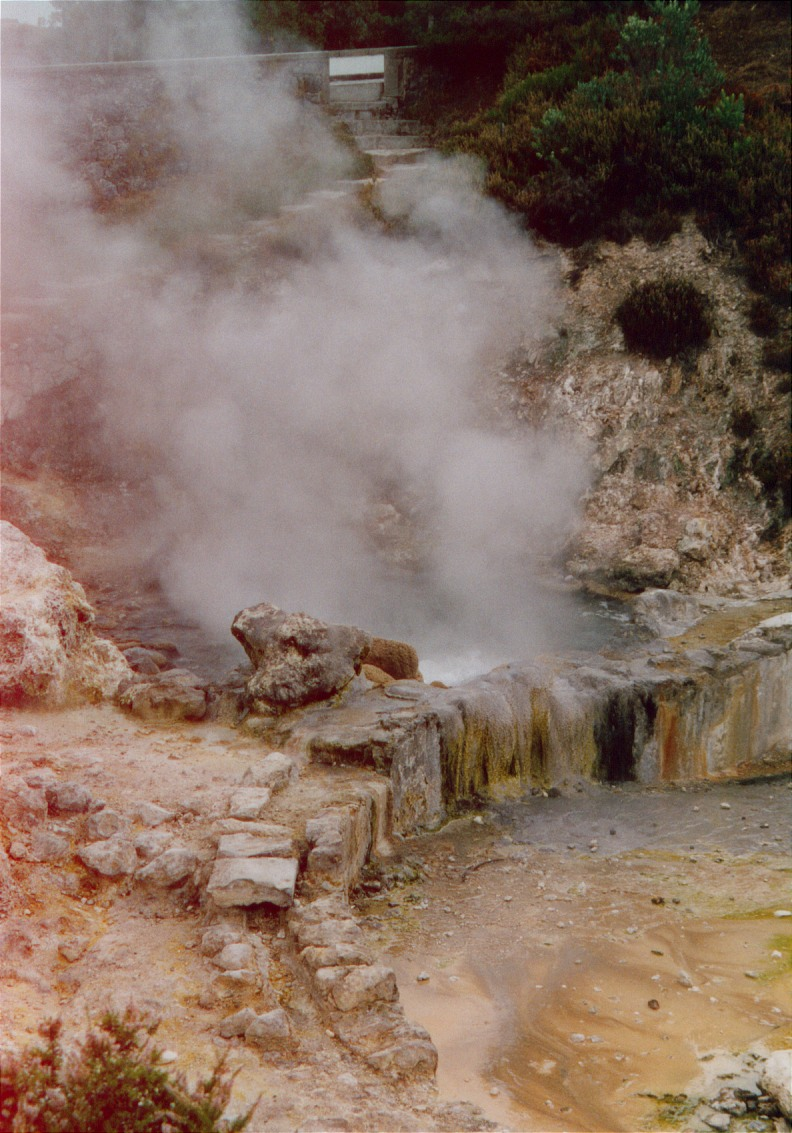
Furnas

L'endroit est connu pour abriter diverses manifestations spectaculaires de volcanisme :
- au Lagoa das Furnas, une zone de fumerolles et sables brûlants de boue est située à l'extrémité nord du lac. On y prépare une spécialité locale, le Cozido[1], un pot-au-feu à base de porc, de poulet, de chou, de pommes de terre et de patates douces ;
- au village de Furnas, une trentaine de sources chaudes, de température et de composition chimique différentes, dont 22 sont classées pour leur vertus médicinales[1] ;
- une rivière d'eau chaude, colorée de fer, et une rivière d'eau froide confluent dans la ville ;
- des geysers sis dans de petites vasques fumantes produisent des eaux riches en bicarbonate de sodium, bore, fluor et des dégagements de dioxyde de carbone. Les habitants y cuisent des épis de maïs[réf. souhaitée] ;
- des installations de thermalisme sont situées dans un parc aménagé au XIXe siècle, le Parque Terra Nostra[1].